# 奇子树
奇子树是奇子树属（又名澳樟属）中的唯一种，生长在澳大利亚昆士兰州热带雨林中，一般为10-100株一起聚居在雨林中低洼潮湿区域，是1亿2千万年前出现的原始被子植物。
奇子树是常绿乔木，一般为20-30米高；单叶对生或3-4个螺旋排列，12-25厘米长，5-9厘米宽；花的直径为4-5厘米，花萼红色，虫媒，两性，但有半数的花没有雌蕊；果实为核果，直径8厘米，分为3-4瓣，有毒。
奇子树的种子可以生长3-4个子叶，一个种子可以出多个芽，种子对绝大多数动物都有巨毒，但澳大利亚的特有麝香小袋鼠可以食用它。
最早奇子树是19世纪被伐木工人发现的，1902年德国植物学家路德维格·丹尼尔（Ludwig Diels）将其分类到腊梅科，但原发现地已经被砍伐清理成甘蔗田了，所以被认为已经绝种了，直到1972年，由于当地牲畜被奇子树种子毒死，才重新被发现，澳大利亚植物学家S·T·布拉克将其单独分为一个科—奇子树科，属于樟目，1981年的克朗奎斯特分类法维持这种分类，1998年根据基因亲缘关系分类的APG 分类法不承认这个科，将本属划入腊梅科。